# Pleurothallis phalangifera
Pleurothallis phalangifera är en orkidéart som först beskrevs av Karel Presl, och fick sitt nu gällande namn av Heinrich Gustav Reichenbach. Pleurothallis phalangifera ingår i släktet Pleurothallis och familjen orkidéer. Inga underarter finns listade i Catalogue of Life.